# Kistner & Siegel
Kistner & Siegel ist ein Musikverlag, der 1923 durch die Verschmelzung der Verlage „C. F. W. Siegel“ und „Fr. Kistner“ in Leipzig entstand. Namensgeber dieses Verlags sind Carl Friedrich Kistner (1797–1844) und Carl Friedrich Wilhelm Siegel (1819–1869).

## Geschichte

### Fr. Kistner
Die Geschichte von Kistner & Siegel begann, als Carl Friedrich Kistner am 1. Juni 1831 eine Musikalienverlagshandlung, die von Heinrich Albert Probst 1823 in Leipzig gegründet wurde, kaufte und diese in den ersten Jahren unter der Firma „H.A. Probst-F. Kistner“ führte.
1836 benannte Kistner den Musikverlag in „Fr. Kistner“ um.
Nachdem Carl Friedrich Kistner gestorben war, führte sein Bruder Julius Kistner den Verlag als Prokurist der Witwe von Friedrich Kistner, Amalie Friederike Clementine, geb. Karthauß, zusammen mit Carl Gurckhaus und Bartholf Senff. 1866 kaufte Carl Friedrich Ludwig Gurckhaus (1821–1884) den Verlag von den Erben. Als dessen Sohn Carl Otto Ludwig Gurckhaus 1918 starb, verkaufte seine Witwe und Erbin Magdalena Gurckhaus den Verlag an Carl und Richard Linnemann, die Inhaber von C.F.W. Siegel.

### C. F. W. Siegel
Am 1. Januar 1846 gründete Carl Friedrich Wilhelm Siegel zusammen mit Edmund Stoll die „Buch- und Musikalien-Verlags und Sortimentshandlung Siegel & Stoll“ in Leipzig. Vier Jahre darauf trennten sich Siegel und Stoll. Siegel übernahm den Verlag allein. Er kaufte mehrere Verlage hinzu, so beispielsweise 1852 einen Teil des Verlages J. G. Haecker, ein Jahr später den Verlag „Ernst ter Meer“ in Aachen. 1870 übernahm Richard Linnemann sen. den Verlag und änderte die Firma in „C.F.W.Siegel’s Musikalienhandlung (R. Linnemann)“. Seine Söhne Carl und Richard Linnemann traten 1901 in den Verlag ein. Im Jahre 1903 übernahmen sie den Buch- und Musikverlag E.W. Fritzsch, den Ernst Wilhelm Fritzsch vor 1870 gegründet hatte.
1923 fusionierten die Verlage Kistner und Siegel.

### Entwicklung nach dem Zweiten Weltkrieg
Im Dezember 1943 wurden die Verlagsräume ausgebombt, wodurch der Verlag zunächst zum Erliegen kam. Zuletzt wurde der Verlag in Leipzig von Dr. Walter Lott geleitet, nach dessen Tod von seiner Witwe und Erbin Theodora Lott. Aufgrund der politischen und wirtschaftlichen Verhältnisse gründeten sein Bruder Rudolf Lott und Theodora Lott 1948 den Verlag in Lippstadt neu. Die Tochter von Rudolf Lott, Marianne Feder, führte den Verlag sodann ab 1965 in Köln. Ihre Tochter und Erbin Annette Feder übernahm den Verlag 2004. Seit 2008 befindet sich der Verlag unter der Firmierung „Fr. Kistner & C.F.W. Siegel & Co. KG“ in Brühl bei Köln und wird von dem persönlich haftenden Gesellschafter Dr. Ulrich Andryk geleitet.

## Komponisten und Werke
Zu den Verlagsautoren zählen unter anderem: Bennett, Bortkiewicz, Bruch, Burgmüller, Chopin, Czerny, Franz, Gade, Goetz, Grabner, Hiller, Jadassohn, Kalkbrenner, Kretschmer, Liszt, Mendelssohn Bartholdy, Moscheles, Onslow, Raff, Reinecke, Rubinstein, Smetana, Svendsen, Wagner.
Bekannt ist der Verlag auch durch seine ORGANUM-Reihe.